# Абдуллоев, Курбонали Давлатович
Курбонали Давлатович Абдуллоев (тадж. Қурбоналӣ Абдулло; 23 апреля 1964, село Эловар, Таджикская ССР — 11 января 2021, Душанбе, Таджикистан) — советский и таджикский исполнитель таджикских народных песен, эстрадный певец, автор песен, музыкальный продюсер. Заслуженный артист Таджикистана (2007).

## Биография

### Детство
Родился 23 апреля 1964 года в селе Эловар, района Орджоникидзеабад (город Ваҳдат) в Таджикская ССР. Его отец Давлат Абдуллоев был дехканином, мать Мамлакат Абдуллоева домохозяйкой. В семье были 8 детей, Курбонали Абдуллоев был третьим ребёнком.
В дошкольном возрасте, семья переехала в другое село Кӯпрукбошӣ, (деҳаи Гулрез), где маленький Курбонали пошёл в местную сельскую школу. С самого детства Курбонали рос в атмосфере любви к музыке и народным песням, его старшая сестра имела красивый голос и уже выступала на местных мероприятиях. В школе Курбонали Адуллоев принимал участие во всех концертах и выступлениях, проявлял также большой интерес к спорту, а именно к футболу. Уже в юношеском возрасте ему пришлось выбирать чем в будущем ему заниматься — искусством или спортом.
Свой первый концерт Курбонали дал в здании школы в возрасте 11 лет, исполняя знаменитые песни советских таджикских артистов. Благодаря своим вокальным данным Курбонали Абдуллоев стал известен в прилежащих селах. В 1978 году директор специальной музыкальной школы-интерната имени Малики Сабировой, Дмитрий Иванович Иоаниди заметил талантливого школьника, так сам директор школы ездил по всему советскому Таджикистану и собирал талантливых детей. Учитель поговорил с отцом Курбонали и предложил ему обучение ребенка музыкой на профессиональном уровне. Сам Курбонали по началу не хотел уезжать из дома в Душанбе, так как понимал, что учёба будет сложной, практически начинать придется с нуля, ведь до этого он пел и чувствовал музыку, но не разбирался в ней как в науке. Отец согласился с Дмитрием Ивановичем и поговорил сыном.
С 8 класса Курбонали учился в музыкальной школе-интернате имени Малики Сабировой г. Душанбе, за короткое время благодаря своему усердию и таланту он не только освоил азы музыкального искусства, но и стал одним из лучших учеников школы, окончив её с отличными оценками. В музыкальной школе специальностью артиста был народный струнный инструмент кашгарский рубаб. У артиста остались очень теплые воспоминания о школьных годах, он с любовью и огромным уважением относился к директору школы Дмитрию Ивановичу Иоаниди и выражал большую благодарность за данную ему возможность в жизни. Первая студийная запись песни была произведена 1977 году во время учёбы в школе, песня «Гул мекунад» (пер. Цветы распускаются), артист занимал первые места во многих детско-юношеских конкурсах талантов в Душанбе.

### Юношество
После окончания музыкальной школы Курбонали Абдуллоев поступил в Государственный институт искусств Таджикистана имени Мирзо Турсунзаде. Бурно развивается народная любовь к исполнителю фольклорных песен, артист активно участвует на разных торжествах и становится знаменитым в своей стране.
После второго курса обучения, в 1984 году был призван в армию СССР для прохождения срочной службы. Армейские годы артист провёл в Мурманской области. В духовом оркестре войсковой части исполнял композицию баритона, одновременно был художественным руководителем эстрадного ансамбля войсковой части.
В областном радио Мурманска были записаны 9 таджикских песен и включены в эфир. После завершения срочной службы в армии СССР возвращается в Душанбе и продолжает учёбу в высшем учебном заведении на факультете таджикского исполнительского искусства, занимался в основном на трех инструментах аккордеон, фортепиано и дуторбас. В этом факультете также существовал ансамбль народных инструментов, руководителем которого был Мухаммадкул Джумаев и Курбонали Абдуллоев был солистом вплоть до окончания института.

### Личная жизнь
В институте Курбонали Абдуллоев знакомится со своей будущей женой Зебунисо. Они поженились в 1987 году. У артиста дочь — Таманно, и четыре сына — Оламафруз, Кароматулло, Мухибулло и Джалолиддин, у всех детей есть музыкальное образование, но только младший из них, Джалолиддин Абдуллоев, профессионально занимается музыкой. Помимо творческой деятельности Курбонали Абдуллоев уделял особое внимание воспитанию и образованию своих детей, вырастил грамотных и квалифицированных специалистов во благо общества. Все дети артиста в настоящее время являются выпускниками высших учебных заведений. Трое из детей ведут врачебную деятельность в Российской Федерации, занимают руководящие должности и являются кандидатами медицинских наук, один сын занимается политологией и младший сын учится на пианиста-исполнителя. Абдуллоева Зебонисо Олимовна, жена певца, также является профессиональным музыкантом, преподаватель по классу фортепиано и аккордеон в родном, для артиста, музыкальной школе-интернат имени Малики Сабировой, ныне носящее имя М. Атоева.
Артист вместе с семьёй и родителями жил в Душанбе. Некоторое время Курбонали Абдуллоев находился в России, из-за чего появились слухи, что артист был обижен кем-то из руководства на работе и полностью переехал в Россию. Эти слухи были опровергнуты родными артиста и самим Курбонали Абдуллоевым, старшие дети жили и находились в Москве и Санкт-Петербурге, Курбонали Абдуллоев больше времени проводил со своими детьми, временами возвращаясь на Родину.

### Обстоятельства смерти
В начале ноября 2020 года у Курбонали Абдуллоева был диагностирована Новая коронавирусная инфекция SARS COVID 2, некоторое время он и его жена находились дома и получали лечение на дому, состояние артиста не улучшалось, появились признаки нехватки кислорода, вплоть до удушения. Экстренно был госпитализирован в столичную инфекционную больницу в махалле Зарафшон. В течение 2 месяцев Курбонали Абдуллоев находился в реанимации. В стационаре с ним находились его дети. Курировали лечение артиста врачи из московской инфекционной больницы № 40, на тот момент вплотную занимавшиеся Коронавирусной инфекцией. Артист один раз пережил клиническую смерть, находился под неинвазивной искусственной вентиляции лёгких постоянным положительным давлением. Когда состояние не улучшилось, родными было принято решение мобилизовать пациента в Москву. Несмотря на все принятые меры и использование новейших методик лечения, у Абдуллоева развились множества осложнений. 11.01.2021 г Курбонали Абдуллоев умер в кругу своих детей. Ему было 56 лет

## Творчество
Творчество певца составляют в основном три стиля исполнения: эстрадные песни, народные песни, стихотворения современных таджикских и классических персидских поэтов. Исполнял песни на торжествах и мероприятиях (тӯй, оши наҳор), аккомпанируя себе на клавишных инструментах или в составе группы музыкальных исполнителей. А также пел песни в сопровождении оркестра народных инструментов и симфонического оркестра.
С 1989 по 2014 года был солистом филармонического ансамбля «Дарё». В течение творческой деятельности воплотил в жизнь более 300 песен, из которых более 100 — авторские работы. В 2014 году вышел на пенсию. Уйти на заслуженный отдых певца попросили власти Таджикистана. Правительство объяснило это тем, что спустя 25 лет непрерывной работы, необходимо оформлять пенсию. На сцене после этого певец уже выступал как сольный артист. Посидев некоторое время на пенсии, Курбонали восстановил контракт с «Дарё», из-за нехватки квалифицированных специалистов.

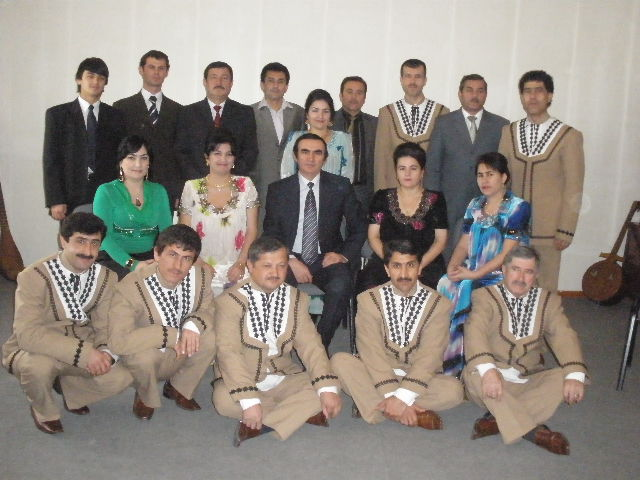
Ансамбль Дарё, г. Душанбе, 2009г

В ансамбле исполнял роль художественного руководителя, воспитал и вырастил многих современных артистов нынешней эстрады Таджикикстана, таких как Сироджидин Фозилов, Садриддин Наджмиддинов, Нигины Амонкуловой, Амирджона Рузиева, Насибы Зайниддиновой и многих других.
Артист часто использовал поэмы и газели великих классических персидских поэтов Хафиз Шерози, Саъди Шерози, Джалолиддини Руми, Камоли Худжанди и других, что отличало репертуар певца по восприятию и содержанию песен. Также исполнял песни на памирском, узбекском и русском языках. Вдохновлялся песнями афганских исполнителей Ахмад Зохир, Махваш, Залонд, таджикскими песнями Зафара Нозима, Нигины Рауповой, Мастоны Эргашевой, Джурабека Муродова, Дустмурода Алиева, Саидкула Билолова и других. Много песен посвятил матери, родине и любимому городу Душанбе.
Курбонали Абдуллоев представлял таджикское певческое искусство в Бельгии (1994), Германии (1997), США (2006), Казахстане (1999), Турции (2012—2014), России (2014).
Записал более 200 песен в составе ансамбля Даре, все записи хронятся в Золотом фонде культуры Республики Таджкистан. Также были записаны более 80 песен в эстрадном стиле в 6 альбомах.
Курбонали Абдуллоев в мае 2020 года объявил об уходе со сцены и из музыки. Об этом он написал на своей странице в Facebook, добавив, что не изменит своего решения.
Тогда он написал: «Бисмиллахир — рахманир — рахим. Сегодня, 12 мая 2020 года, я пришел к решению покинуть большую сцену и оставить занятие пением. Мое решение окончательное. Спасибо всем моим дорогим коллегам и поклонникам. Я прошу прощения у тех, кому причинил боль. Надеюсь, вы простите меня в эти десять дней прощения священного месяца Рамадан. Благословит вас Аллах, аминь».

### Знаменитые песни
- Алвидоъ (дуэт с Лола Азизова)
- Қишлоқаки ман
- Модар
- Соқиё маро дарёб (дуэт с Бунафша Шокирова)
- Куҷо меравӣ азизам
- Хаёли хом
- Хоки Ватан
- Ёри вафодор (бо Лола Азизова)
- Рақси гулҳо
- Бибӯсам
- Худо ҳофиз (дуэт с Нигина Амонқулова)
- Шоҳдухтари сомонӣ
- Сари зулф
- Эй ёре (дуэт с Муҳаррама Шарипова)
- Нимроҳ
- Туро хоҳам (дуэт с Ҳанифа Қурбонова)
- Занги телефон
- Куҷо мерай шитобон

## Дискография
Сольные студийные альбомы певца:
| № | Год  | Страна      | Название                   | Формат      | Синглы к альбому   |
| - | ---- | ----------- | -------------------------- | ----------- | ------------------ |
| 1 | 1989 | СССР        | Куҷо мерай шитобон         | Кассета     | Кучо мерай шитобон |
| 2 | 1994 | Таджикистан | Гуфтам марав               | Кассета     | Гуфтам марав       |
| 3 | 1997 | Таджикистан | Фасонаи дил                | Кассета, CD | Занги телефон      |
| 4 | 2000 | Таджикистан | Фасонаи дил (эстрада)      | CD          | Фасонаи дил        |
| 5 | 2004 | Таджикистан | Фариштаи ман               | CD          | Марворӣ            |
| 6 | 2008 | Таджикистан | Моҳ                        | CD          | Моҳ                |
| 7 | 2012 | Таджикистан | Дилнома                    | CD          | Духтари балҷувонӣ  |
| 8 | 2016 | Таджикистан | Хотира дорад               | CD          | Ходира дорад       |
| 9 | 2016 | Таджикистан | Сборник невыпущенных песен | CD          | Қишлоқаки ман      |